# Gilbert Azibert
Gilbert Azibert, né le 2 février 1947 dans le 6e arrondissement de Marseille, est un magistrat français de l'ordre judiciaire.
Ancien directeur de l'École nationale de la magistrature et procureur général près la cour d'appel de Bordeaux, il est nommé en 2010 premier avocat général près la Cour de cassation. Il prend sa retraite en 2014.
Mis en examen dans l’affaire Bismuth, qui implique l'ancien président de la République Nicolas Sarkozy, il est condamné en 2021 à trois ans de prison, dont deux avec sursis, pour corruption passive et recel de violation du secret professionnel ; la peine est confirmée en appel en mai 2023.

## Carrière judiciaire

### De 1976 à 1996
Il commence sa carrière en 1976 comme substitut du procureur de la République à Marseille, ville dont il est originaire. Il s'y fait remarquer en s'opposant au juge Michel qui, en tant que juge d'instruction, avait autorisé les policiers à acheter, sur frais de justice, un magnétophone pour enregistrer les conversations des trafiquants de drogue. Gilbert Azibert avait contesté cette dérogation aux règles de la comptabilité publique.
En octobre 1981, il est nommé substitut du procureur de la République au tribunal judiciaire de Paris.
Il est par la suite nommé conseiller référendaire à la Cour de cassation en janvier 1984, puis conseiller à la cour d'appel de Versailles en mars 1989.
En 1990, André Braunschweig, ancien président de la chambre criminelle de la Cour de cassation, qui avait connu Gilbert Azibert quelques années auparavant, lui propose de coordonner avec lui la rédaction du Code de procédure pénale des éditions Litec (devenues ultérieurement LexisNexis). En 1996, au décès du président Braunschweig, il devient le principal coordinateur de la rédaction de ce code.
Il est nommé président du tribunal judiciaire de Nîmes en mars 1994.

### De 1996 à 2007
En janvier 1996, il est nommé par Jacques Toubon, ministre de la Justice de l’époque, directeur de l'administration pénitentiaire.
En janvier 1999, il est nommé au poste stratégique de président de la chambre de l'instruction de la cour d'appel de Paris, qu'il occupe jusqu'en 2002 et où il se fait remarquer par l'annulation de nombreux actes judiciaires, ce qui lui vaut le surnom péjoratif d'« Annulator ».
En septembre 2002, il est nommé par Dominique Perben, Garde des Sceaux, directeur de l'École nationale de la magistrature (ENM), située à Bordeaux.
En septembre 2005, il est nommé procureur général près la cour d'appel de Bordeaux, et est nommé président du conseil d'administration de l'École nationale d'administration pénitentiaire.

### De 2008 à 2014
Le 4 juillet 2008, Gilbert Azibert accède aux fonctions de secrétaire général du ministère de la Justice, poste stratégique du ministère.
À compter du 27 août 2010, il est premier avocat général près la Cour de cassation, affecté à la deuxième chambre civile. En 2011, son rival Jean-Claude Marin lui est préféré pour succéder à Jean-Louis Nadal à la tête du parquet général de la Cour de cassation.
Après avoir décidé de prolonger sa carrière après avoir atteint l'âge de la retraite en 2012, en juillet 2014, il demande à cesser son activité et fait valoir ses droits à la retraite ,.

## Procès pour  corruption
En 2013, dans le cadre d'une enquête sur le possible financement libyen de sa campagne électorale de 2007 (Affaire Sarkozy-Kadhafi), les juges décident de mettre sur écoute un téléphone portable de l'ancien président de la République Nicolas Sarkozy (16 mai 2007 - 15 mai 2012). Les écoutes judiciaires révèlent la tenue de conversations entre Nicolas Sarkozy et son avocat Me Thierry Herzog sur des téléphones mobiles enregistrés sous de faux noms ; Thierry Herzog a ouvert une ligne pour Nicolas Sarkozy au nom de Paul Bismuth, dans l'espoir de déjouer la surveillance de la police.
En mars 2014, à la suite de ces écoutes judiciaires, Gilbert Azibert, alors magistrat à la Cour de cassation, est suspecté d'avoir renseigné Nicolas Sarkozy des avancées devant la Cour de la procédure Bettencourt. Les conversations enregistrées tendraient à montrer qu'il leur faisait connaître l'état des débats au sein de la Cour de cassation, qui devait statuer sur la saisie des agendas de l'ancien président de la République et dire si ces agendas pouvaient être utilisés dans d'autres dossiers impliquant Nicolas Sarkozy. Il aurait aussi tenté d'influencer trois autres magistrats du siège de la Cour .
Le bureau de Gilbert Azibert à la Cour de cassation est perquisitionné le 4 mars 2014.
Selon Le Monde, il ressortirait des écoutes que Me Herzog a évoqué la possibilité d'un « renvoi d'ascenseur » sous forme d'un appui à la candidature de Gilbert Azibert à un poste judiciaire à Monaco,. Le témoignage de Michel Roger, ministre d'État de la principauté de Monaco du 29 mars 2010 au 16 décembre 2015, a été sollicité par les juges. L'ex-président Sarkozy réfute ces accusations et affirme n'avoir jamais demandé aucune faveur aux autorités monégasques pour Gilbert Azibert.
Le 10 mars 2014, Gilbert Azibert est hospitalisé au CHU de Bordeaux. Selon certains médias, il aurait tenté de se suicider, ne supportant pas sa mise en cause médiatique,, ce que sa famille réfute en précisant qu'il a chuté dans l'escalier de son domicile.
Le 30 juin 2014, il est placé en garde à vue pour cette affaire, en même temps que Me Thierry Herzog et un avocat général à la Cour de cassation, Patrick Sassoust. A l'issue de cette garde à vue, il est mis en examen, notamment  pour trafic d'influence et corruption passive , par les juges Claire Thépaut et Patricia Simon.
Le rapport de synthèse des enquêteurs, signé par le chef de l’Office central de lutte contre la corruption et les infractions financières et fiscales, conclut le 2 juillet 2014 que les « conversations enregistrées entre Thierry Herzog, Nicolas Sarkozy et Gilbert Azibert sont claires sur leurs intentions, et leurs propos ne suscitent pas d’interrogation quant à leur volonté et leurs attentes : Gilbert Azibert est sollicité pour obtenir des informations et démarcher des conseillers à la Cour de cassation. En contrepartie, Nicolas Sarkozy accepte de l’aider à obtenir un poste à Monaco. Ces faits sont constitutifs du trafic d’influence, qui rappelons-le, prévoit l’influence réelle ou supposée ».
En octobre 2017, le Parquet national financier requiert le renvoi en correctionnelle de Gilbert Azibert, ce qui est fait le 29 mars 2018 par ordonnance de renvoi devant le tribunal correctionnel de Paris. Le 19 juin 2019, La justice valide définitivement le renvoi devant le tribunal correctionnel .
Le procès s'ouvre le 23 novembre 2020. Le 8 décembre, le procureur du Parquet national financier (PNF) requiert à l’encontre des trois prévenus quatre ans d’emprisonnement, dont deux avec sursis.
Le 1er mars 2021, alors que Nicolas Sarkozy et Thierry Herzog sont condamnés pour corruption à 3 ans de prison, dont deux avec sursis, Gilbert Azibert est condamné à la même peine pour corruption passive par magistrat et recel de violation du secret professionnel; la peine prononcée pour Gilbert Azibert est confirmée en appel et devient définitive le 18 décembre 2024 après le rejet du pourvoi en cassation.

## Décorations

### France
- Médaille d'honneur de l'administration pénitentiaire, or au titre de « directeur de l'école nationale de la magistrature » (2004)[27]
- Médaille d'honneur de la protection judiciaire de la jeunesse, bronze

À la suite de sa condamnation pour corruption passive et recel de violation du secret professionnel dans l'affaire Bismuth, il est exclu de l'ordre national de la Légion d'honneur, dont il avait été fait chevalier en 1996 puis officier en 2004,,) et de l'ordre national du Mérite (dont il avait été fait commandeur en 2010,) par arrêté du 5 juin 2025, avec effet au 17 mai 2023 (date de sa condamnation en appel),.
Par arrêté de la ministre de l'Éducation nationale en date du 5 mai 2025, Gilbert Azibert est également exclu de plein droit de l'ordre des Palmes académiques.

### Étranger
- Commandeur de l'ordre d'Isabelle la Catholique (Espagne)[35]